# Iran Pro League
La Iran Pro-League (IPL) (en persa: لیگ برتر فوتبال ایران, «Liga Superior de Fútbol de Irán»), conocida actualmente como Copa del Golfo Pérsico (جام خلیج فارس) es la máxima categoría del fútbol profesional de Irán y es organizada por la Federación de Fútbol de Irán.
El sistema de ligas iraní es similar al de las grandes ligas europeas, especialmente el modelo inglés. La Iran Pro-League es la máxima competición (similar a la Premier League) y los dos últimos equipos de cada temporada descienden a la Liga Azadegán («Liga de los libres», equivalente a la First Division inglesa o una segunda división).

## Historia
En la década de 1960, los primeros campeonatos en Irán fueron estrictamente regionales, y los ganadores del campeonato de Teherán eran a menudo considerados como campeones nacionales. En 1972 con la recién creada Copa Persépolis (جام تخت جمشید, Yam-e Tajt-e Yamshid) la competencia quedó abierta a la participación de clubes de todo el país, Sin embargo, la competición siguió siendo dominada por los clubes de la capital.
En 1978, con la Revolución Islámica y el posterior inicio de la Guerra entre Irán e Irak menguó el interés en el fútbol, lo que se tradujo en la inexistencia de un campeonato nacional por cerca de diez años. Aunque hubo competiciones de copa esporádicas y campeonatos regionales, hubo que esperar hasta 1989 con la Liga Qods (لیگ قدس, «Liga de Jerusalén») y a 1991, con el inicio de la Liga Azadegán, para que se establecieran de nuevo campeonatos nacionales. 
En el año 2001 con la introducción de la «Liga Superior de Fútbol de Irán» (لیگ برتر فوتبال ایران, en inglés Iran Pro League) se puso en marcha un estatus profesional en Irán, por lo que la Liga Azadegan continuó entonces como la nueva segunda división del país.

## Equipos de la temporada 2024-25
| Club                | Ciudad          | Estadio                         | Aforo  |
| ------------------- | --------------- | ------------------------------- | ------ |
| Aluminiun Arak      | Arak            | Estadio Imam Khomeyni           | 15 000 |
| Chadormalu          | Yazd            | Estadio Shahid Nassiri          | 15 000 |
| Esteghlal Khuzestan | Ahvaz           | Estadio Takhti                  | 10 000 |
| Esteghlal Tehran    | Teherán         | Estadio Azadi                   | 78 116 |
| Foolad              | Ahvaz           | Foolad Arena                    | 30 655 |
| Gol Gohar Sirjan    | Sirjan          | Estadio Shahid Qasem Soleimani  | 8000   |
| Havadar             | Karaj           | Estadio Enghelab                | 15 000 |
| Kheybar Khorramabad | Khorramabad     | Estadio Takhti                  | 8000   |
| Malavan             | Bandar-e Anzali | Estadio Sirous Ghayeghran       | 8000   |
| Mes Rafsanjan       | Rafsanjan       | Estadio Shohadaye Mes Rafsanjan | 10 000 |
| Nassaji Mazandaran  | Qaem Shahr      | Estadio Vatani                  | 15 000 |
| Persépolis          | Teherán         | Estadio Azadi                   | 78 116 |
| Sepahan             | Isfahán         | Estadio Naghsh-e-Jahan          | 75 000 |
| Shams Azar          | Qazvin          | Estadio Sardar Azadegan         | 15 000 |
| Tractor Sazi FC     | Tabriz          | Estadio Yadegar-e-Emam          | 66 833 |
| Zob Ahan FC         | Fuladshahr      | Estadio Foolad Shahr            | 20 000 |

## Palmarés
A continuación se muestran todos los campeonatos y campeones del fútbol iraní desde que este comenzó a ser profesional. La lista comienza desde 1960 hasta llegar a la actualidad.

### Ligas locales
- Competiciones de fútbol de Teherán

| Temporada   | Campeón        |
| ----------- | -------------- |
| 1960        | Shahin FC      |
| 1961        | No se disputó  |
| 1963        | Daraei FC      |
| 1964 a 1966 | No se disputó  |
| 1967        | PAS Teherán FC |
| 1968        | PAS Teherán FC |
| 1969        | No se disputó  |

| Temporada          | Campeón                | Subcampeón         | Máximo goleador                       | Club                          | Goles      |            |
| Liga Local         | Liga Local             | Liga Local         | Liga Local                            | Liga Local                    | Liga Local | Liga Local |
| ------------------ | ---------------------- | ------------------ | ------------------------------------- | ----------------------------- | ---------- | ---------- |
| 1970-71            | Taj Teherán            | PAS Teherán FC     | Hossein Kalani                        | Persépolis FC                 | 6          |            |
| 1971-72            | Persépolis FC          | PAS Teherán        | Hossein Kalani                        | Persépolis                    | 12         |            |
| Copa Takht Jamshid |                        |                    |                                       |                               |            |            |
| 1973-74            | Persépolis FC          | Taj Teherán        | Gholam Hossein Mazloumi Aziz Espandar | Taj Teherán Malavan FC        | 15         |            |
| 1974-75            | Taj Teherán            | Persépolis FC      | Gholam Hossein Mazloumi               | Taj Teherán                   | 10         |            |
| 1975-76            | Persépolis FC          | Homa FC            | Nasser Nouraei                        | Homa FC                       | 10         |            |
| 1976-77            | PAS Teherán FC         | Persépolis FC      | Gholam Hossein Mazloumi               | Shahbaz FC                    | 19         |            |
| 1977-78            | PAS Teherán FC         | Persépolis FC      | Aziz Espandar                         | Malavan FC                    | 16         |            |
| Liga Qods          |                        |                    |                                       |                               |            |            |
| 1989-90            | Esteghlal FC           | Persépolis FC      | Mohammad Ahmadzadeh                   | Malavan FC                    | 16         |            |
| Liga Azadegan      |                        |                    |                                       |                               |            |            |
| 1991-92            | PAS Teherán FC         | Esteghlal FC       | Farshad Pious                         | Persépolis FC                 | 11         |            |
| 1992-93            | PAS Teherán FC         | Persépolis FC      | Jamshid Shahmohammadi                 | Keshavarz FC                  | 11         |            |
| 1993-94            | Saipa FC               | Persépolis FC      | Abbas Simakani                        | Zob Ahan FC                   | 17         |            |
| 1994-95            | Saipa FC               | Esteghlal FC       | Farshad Pious                         | Persépolis FC                 | 20         |            |
| 1995-96            | Persépolis FC          | Bahman FC          | Mohammad Momeni                       | Polyacryl Esfahan FC          | 19         |            |
| 1996-97            | Persépolis FC          | Bahman FC          | Ali Asghar Modir Roosta               | Bahman FC                     | 18         |            |
| 1997-98            | Esteghlal FC           | PAS Teherán FC     | Hossein Khatibi                       | Tractor Sazi FC               | 16         |            |
| 1998-99            | Persépolis FC          | Esteghlal FC       | Koroush Barmak Abdoljalil Golcheshmeh | Tractor Sazi FC FC Aboomoslem | 14         |            |
| 1999-00            | Persépolis FC          | Esteghlal FC       | Mohanned Mehdi Al-Nadawi              | Sanat Naft FC                 | 15         |            |
| 2000-01            | Esteghlal FC           | Persépolis FC      | Reza Sahebi                           | Zob Ahan FC                   | 14         |            |
| Iran Pro-League    |                        |                    |                                       |                               |            |            |
| 2001-02            | Persépolis FC          | Esteghlal FC       | Reza Enayati                          | FC Aboomoslem                 | 17         |            |
| 2002-03            | Sepahan FC             | PAS Teherán FC     | Edmund Bezik                          | Sepahan FC                    | 13         |            |
| 2003-04            | PAS Teherán FC         | Esteghlal FC       | Ali Daei                              | Persépolis FC                 | 16         |            |
| 2004-05            | Foolad FC              | Zob Ahan FC        | Reza Enayati                          | Esteghlal FC                  | 20         |            |
| 2005-06            | Esteghlal FC           | PAS Teherán FC     | Reza Enayati                          | Esteghlal FC                  | 21         |            |
| 2006-07            | Saipa FC               | Esteghlal Ahvaz FC | Mehdi Rajabzadeh Daniel Olerum        | Zob Ahan FC FC Aboomoslem     | 17         |            |
| 2007-08            | Persépolis FC          | Sepahan FC         | Mohsen Khalili Hadi Asghari           | Persépolis FC Rah Ahan FC     | 18         |            |
| 2008-09            | Esteghlal FC           | Zob Ahan FC        | Arash Borhani                         | Esteghlal FC                  | 21         |            |
| 2009-10            | Sepahan FC             | Zob Ahan FC        | Emad Mohammed                         | Sepahan FC                    | 19         |            |
| 2010-11            | Sepahan FC             | Esteghlal FC       | Reza Norouzi                          | Foolad FC                     | 24         |            |
| 2011-12            | Sepahan FC             | Tractor Sazi FC    | Karim Ansarifard                      | Saipa FC                      | 21         |            |
| 2012-13            | Esteghlal FC           | Tractor Sazi FC    | Jalal Rafkhaei                        | Malavan FC                    | 19         |            |
| 2013-14            | Foolad FC              | Persépolis FC      | Karim Ansarifard                      | Tractor Sazi FC               | 14         |            |
| 2014-15            | Sepahan FC             | Tractor Sazi FC    | Éder Luciano                          | Tractor Sazi FC               | 20         |            |
| 2015-16            | Esteghlal Khuzestan FC | Persépolis FC      | Mehdi Taremi                          | Persépolis FC                 | 16         |            |
| 2016-17            | Persépolis FC          | Esteghlal FC       | Mehdi Taremi                          | Persépolis FC                 | 18         |            |
| 2017-18            | Persépolis FC          | Zob Ahan FC        | Ali Alipour                           | Persépolis FC                 | 19         |            |
| 2018-19            | Persépolis FC          | Sepahan FC         | Kiros Stanlley Luciano Pereira        | Sepahan FC Foolad FC          | 16         |            |
| 2019-20            | Persépolis FC          | Esteghlal FC       | Cheick Diabaté                        | Esteghlal FC                  | 15         |            |
| 2020-21            | Persépolis FC          | Sepahan SC         | Sajjad Shahbazzadeh                   | Sepahan SC                    | 20         |            |
| 2021-22            | Esteghlal Tehran FC    | Persépolis FC      | Godwin Mensha                         | Mes Rafsanjan FC              | 14         |            |
| 2022-23            | Persépolis FC          | Sepahan SC         | Shahriyar Moghanlou                   | Sepahan SC                    | 13         |            |
| 2023-24            | Persépolis FC          | Esteghlal FC       | Shahriyar Moghanlou                   | Sepahan SC                    | 16         |            |
| 2024-25            | Tractor Sazi FC        | Sepahan SC         | Amirhossein Hosseinzadeh              | Tractor Sazi FC               | 14         |            |

Notas

1. Taj Teherán fue renombrado Esteghlal FC en 1979.
		
2. Shahin FC fue renombrado a Persépolis FC en 1968, que cambió a Piroozi en 1986; pero el antiguo nombre de Persépolis es más popular que Piroozi en Irán.

3. La Liga Azadegan es ahora la segunda división iraní, sólo superada por la Iran Pro League.

## Títulos por club
- Número de campeonatos nacionales desde 1971.
| Club                   | Campeón | Años campeón                                                                                   | 2° | Años subcampeón                                                  |
| ---------------------- | ------- | ---------------------------------------------------------------------------------------------- | -- | ---------------------------------------------------------------- |
| Persépolis FC          | 16      | 1972, 1974, 1976, 1996, 1997, 1999, 2000, 2002, 2008, 2017, 2018, 2019, 2020, 2021, 2023, 2024 | 10 | 1975, 1977, 1978, 1990, 1993, 1994, 2001, 2014, 2016, 2022       |
| Esteghlal FC           | 9       | 1971, 1975, 1990, 1998, 2001, 2006, 2009, 2013, 2022                                           | 11 | 1974, 1992, 1995, 1999, 2000, 2002, 2004, 2011, 2017, 2020, 2024 |
| PAS Teherán FC †       | 5       | 1977, 1978, 1992, 1993, 2004                                                                   | 5  | 1971, 1972, 1998, 2003, 2006                                     |
| Sepahan FC             | 5       | 2003, 2010, 2011, 2012, 2015                                                                   | 5  | 2008, 2019, 2021, 2023, 2025                                     |
| Saipa FC               | 3       | 1994, 1995, 2007                                                                               | -  | ---                                                              |
| Foolad FC              | 2       | 2005, 2014                                                                                     | -  | ---                                                              |
| Tractor Sazi FC        | 1       | 2025                                                                                           | 3  | 2012, 2013, 2015                                                 |
| Esteghlal Khuzestan FC | 1       | 2016                                                                                           | 1  | 2024                                                             |
| Zob Ahan FC            | -       | ---                                                                                            | 4  | 2005, 2009, 2010, 2018                                           |
| Bahman FC †            | -       | ---                                                                                            | 2  | 1996, 1997                                                       |
| Homa FC                | -       | ---                                                                                            | 1  | 1976                                                             |
| Esteghlal Ahvaz FC     | -       | ---                                                                                            | 1  | 2007                                                             |

- † Equipo desaparecido.

## Clasificación histórica
- Tabla desde el inicio de la Iran Pro League en la temporada 2001-02, hasta concluida la temporada 2022-23. La siguiente tabla muestra la clasificación total para todos los clubes que compitieron en estos 22 torneos.

| N.º | Club                         | Temp. | P.D. | P.G. | P.E. | P.P. | G.F. | G.C. | Dif. | Puntos |
| --- | ---------------------------- | ----- | ---- | ---- | ---- | ---- | ---- | ---- | ---- | ------ |
| 1   | Esteghlal                    | 22    | 672  | 337  | 213  | 122  | 992  | 587  | +405 | 1223   |
| 2   | Persepolis                   | 22    | 672  | 332  | 208  | 132  | 957  | 599  | +358 | 1191   |
| 3   | Sepahan                      | 22    | 672  | 310  | 216  | 146  | 970  | 619  | +351 | 1143   |
| 4   | Zob Ahan                     | 22    | 672  | 249  | 229  | 194  | 788  | 680  | +108 | 978    |
| 5   | Foolad                       | 21    | 638  | 241  | 223  | 174  | 719  | 626  | +93  | 946    |
| 6   | Rah Ahan                     | 15    | 462  | 230  | 146  | 86   | 864  | 439  | +425 | 836    |
| 7   | Saipa                        | 20    | 612  | 186  | 217  | 209  | 660  | 701  | −41  | 775    |
| 8   | Tractor                      | 15    | 462  | 191  | 152  | 119  | 590  | 463  | +127 | 724    |
| 9   | Paykan                       | 18    | 550  | 157  | 175  | 218  | 544  | 660  | −116 | 646    |
| 10  | Saba Qom / Saba Battery      | 13    | 414  | 128  | 159  | 127  | 468  | 459  | +9   | 543    |
| 11  | Malavan                      | 15    | 466  | 126  | 157  | 183  | 424  | 542  | −118 | 534    |
| 12  | Fajr Sepasi                  | 13    | 400  | 103  | 147  | 150  | 357  | 434  | −77  | 456    |
| 13  | Sanat Naft                   | 12    | 374  | 102  | 116  | 156  | 371  | 478  | −107 | 422    |
| 14  | Mes Kerman                   | 9     | 294  | 89   | 109  | 96   | 332  | 329  | +3   | 376    |
| 15  | Naft Tehran                  | 8     | 252  | 91   | 88   | 73   | 286  | 258  | +28  | 361    |
| 16  | Aboomoslem                   | 9     | 270  | 83   | 90   | 97   | 296  | 304  | −8   | 339    |
| 17  | Esteghlal Ahvaz              | 9     | 274  | 80   | 78   | 116  | 327  | 402  | −75  | 318    |
| 18  | Shahr Khodro                 | 8     | 240  | 74   | 80   | 86   | 218  | 245  | −27  | 294    |
| 19  | PAS Tehran                   | 6     | 168  | 72   | 59   | 37   | 263  | 181  | +82  | 274    |
| 20  | Bargh                        | 8     | 236  | 60   | 78   | 98   | 252  | 335  | −83  | 258    |
| 21  | Damash/Pegah/Esteghlal Rasht | 8     | 248  | 56   | 81   | 111  | 227  | 344  | −117 | 248    |
| 22  | Esteghlal Khuzestan          | 6     | 180  | 45   | 68   | 67   | 174  | 220  | −46  | 197    |
| 23  | Gostaresh Foolad             | 5     | 150  | 39   | 60   | 51   | 147  | 161  | −14  | 177    |
| 24  | Gol Gohar                    | 4     | 120  | 45   | 39   | 36   | 137  | 130  | +73  | 174    |
| 25  | Nassaji                      | 5     | 150  | 35   | 61   | 54   | 136  | 174  | −38  | 166    |
| 26  | PAS Hamedan                  | 4     | 136  | 38   | 48   | 50   | 143  | 165  | −22  | 162    |
| 27  | Naft Masjed Soleyman         | 6     | 180  | 27   | 75   | 78   | 116  | 216  | −100 | 156    |
| 28  | Mes Rafsanjan                | 3     | 90   | 33   | 31   | 26   | 92   | 74   | +18  | 130    |
| 29  | Shahin Bushehr               | 4     | 132  | 27   | 48   | 57   | 124  | 175  | −51  | 129    |
| 30  | Aluminium Arak               | 3     | 90   | 23   | 45   | 22   | 65   | 71   | −6   | 114    |
| 31  | Pars Jonoubi Jam             | 3     | 90   | 22   | 38   | 30   | 82   | 87   | −5   | 104    |
| 32  | Machine Sazi                 | 4     | 120  | 17   | 39   | 64   | 84   | 163  | −79  | 90     |
| 33  | Steel Azin                   | 2     | 68   | 19   | 23   | 26   | 85   | 112  | −27  | 80     |
| 34  | Shamoushak                   | 3     | 86   | 16   | 26   | 44   | 66   | 118  | −52  | 74     |
| 35  | Siah Jamegan                 | 3     | 90   | 15   | 27   | 48   | 64   | 117  | −53  | 72     |
| 36  | Shahrdari Tabriz             | 2     | 68   | 14   | 29   | 25   | 79   | 98   | −19  | 71     |
| 37  | Havadar                      | 2     | 60   | 15   | 22   | 23   | 42   | 25   | −17  | 67     |
| 38  | Sepidrood                    | 2     | 60   | 11   | 17   | 32   | 48   | 92   | −44  | 50     |
| 39  | Aluminium Hormozgan          | 1     | 34   | 7    | 14   | 13   | 26   | 40   | −14  | 35     |
| 40  | Payam                        | 1     | 34   | 9    | 8    | 17   | 33   | 52   | −19  | 35     |
| 41  | Mes Sarcheshmeh              | 1     | 34   | 5    | 9    | 20   | 23   | 54   | −31  | 24     |
| 42  | Shirin Faraz                 | 1     | 34   | 3    | 12   | 19   | 25   | 59   | −34  | 21     |
| 43  | Shahid Ghandi                | 1     | 30   | 4    | 7    | 19   | 21   | 43   | −22  | 19     |
| 44  | Gahar Zagros                 | 1     | 34   | 3    | 10   | 21   | 24   | 59   | −35  | 19     |
| 45  | Shams Azar                   | 0     | 0    | 0    | 0    | 0    | 0    | 0    | 0    | −6     |

## Estadísticas

### Goleadores
- Incluye sólo la Iran Pro League desde su fundación en 2001 como máxima competición iraní. 
- Actualizado al final de la temporada 2023-24.
| N.º | Jugador                  | Goles | Apariciones | Periodo       |
| --- | ------------------------ | ----- | ----------- | ------------- |
| 1   | Reza Enayati             | 147   | 358         | 2001- 2017    |
| 2   | Mehdi Rajabzadeh         | 116   | 381         | 2001- 2018    |
| 3   | Arash Borhani            | 115   | 339         | 2002- 2017    |
| 4   | Luciano Pereira          | 115   | 325         | 2012-presente |
| 5   | Fereydoon Fazli          | 85    | 178         | 2001–2010     |
| 6   | Éder Luciano             | 82    | 183         | 2008-2017     |
| 7   | Jalal Rafkhaei           | 79    | 308         | 2005-2016     |
| 8   | Mohammad Reza Khalatbari | 79    | 428         | 2003–2023     |
| 9   | Karim Ansarifard         | 77    | 182         | 2007-2014     |
| 10  | Mohammad Ghazi           | 76    | 340         | 2004-presente |

### Partidos disputados
- Al 31 de julio de 2023.
| N. | Jugador                  | Apariciones | Periodo   |
| -- | ------------------------ | ----------- | --------- |
| 1  | Jalal Hosseini           | 492         | 2002–2022 |
| 2  | Mehdi Rahmati            | 482         | 2001–2020 |
| 3  | Ebrahim Sadeghi          | 438         | 2001–2017 |
| 4  | Mohammad Reza Khalatbari | 428         | 2003–2023 |
| 5  | Mehdi Rajabzadeh         | 381         | 2001–2018 |
| 6  | Morteza Asadi            | 380         | 2005–2018 |
| 7  | Amir Hossein Sadeghi     | 379         | 2003–2018 |
| 8  | Mohsen Bengar            | 372         | 2003–2018 |
| 9  | Khosro Heydari           | 370         | 2002–2019 |
| 10 | Mohammad Nouri           | 369         | 2005–2021 |